# Venturi LC92
Chronologie des modèles (1992)
Lola 91 Larrousse LH93
La Venturi LC92 est la monoplace de Formule 1 engagée par l'écurie française Larrousse dans le cadre du championnat du monde de Formule 1 1992. Elle est pilotée par le Français Bertrand Gachot, qui a rejoint l'équipe lors du dernier Grand Prix de la saison 1991, en Australie, après avoir purgé une peine de deux mois de prison qui l'a éloigné des circuits, et par le Japonais Ukyo Katayama, champion du Japon de Formule 3000 en 1991, soutenu par le cigarettier Cabin et le groupe Central Park.

## Historique
La saison commence en Afrique du Sud, où Gachot essuie un premier abandon en accidentant sa LC92 au bout de huit tours alors qu'il s'était élancé de la vingt-deuxième place sur la grille, alors que Katayama, dix-huitième des qualifications, termine douzième de son premier Grand Prix,.
Après deux courses anonymes en Amérique latine où les LC92, quoique bien classées, ont profité des nombreux abandons pour terminer en queue de peloton, Katayama échoue à se qualifier pour un dixième lors du Grand Prix d'Espagne, contrairement à son équipier, qui prend la vingt-quatrième place sur la grille avant d'abandonner à la suite d'un tête-à-queue survenu au trentième tour d'une course disputée sous la pluie,. S'ils se qualifient tous deux pour le Grand Prix de Saint-Marin, ils connaissent une fin de course similaire, puisque Gachot part en tête-à-queue à mi-course, suivi peu après par Katayama. À Monaco, Katayama ne parvient même pas à se préqualifier, alors que son équipier s'élance en course depuis la quinzième place pour ramener le point de la sixième place, le seul de Larrousse cette saison, en profitant de nombreux abandons,.
Les dix derniers Grands Prix sont, pour le reste, catastrophiques pour la petite écurie française qui ne voit l'arrivée qu'à trois reprises. Au Canada, Gachot est disqualifié pour avoir reçu une aide extérieure, quand Katayama, onzième au départ, explose son moteur à huit tours de l'arrivée alors qu'il était cinquième,. En Allemagne, après deux Grands Prix marquées par des problèmes de moteur et de boîte de vitesses, Katayama abandonne sur un tête-à-queue après seulement huit tours parcourus quand Gachot finit quatorzième à un tour du vainqueur Nigel Mansell,. En Belgique, Gachot subit le même sort que son équipier précédemment, quand ce dernier termine dix-septième et dernier après s'être qualifié en vingt-sixième et dernière position. Enfin, Katayama termine onzième de son Grand Prix national après avoir obtenu le vingtième temps des qualifications, pendant que Gachot est victime d'un accident à quinze tours du drapeau à damiers,.
La fin de saison est marquée par la revente des parts de l'écurie du constructeur français Venturi Automobiles au groupe Comstock, une société installée à Cannes dirigée par un homme d'affaires allemand, Rainer Walldorf, qui assure pouvoir gérer l'équipe de sorte qu'un bénéfice soit dégagé. En réalité, Walldorf est le nom d'emprunt de Klaus Walz, recherché par la police de plusieurs pays pour le meurtre de quatre personnes. Quelques semaines après la transaction, la police française prend d'assaut la propriété de Walz, située à Valbonne. Une fois arrêté, il demande à récupérer des documents chez lui, un prétexte pour récupérer une grenade, menaçant de la faire sauter si les forces de l'ordre ne capitulaient pas. Ces derniers choisissent donc de se menotter et Walz enlève un inspecteur de police, qui le conduit de force dans les hauteurs de Cannes, où un complice l'exfiltre à l'étranger. Peu après, Walz est tué par la police allemande à la suite d'un siège de neuf heures devant l'hôtel où il se cachait.
Finalement, Larrousse se classe treizième du championnat du monde des constructeurs avec un seul point, marqué par Bertrand Gachot, dix-septième du championnat du monde des pilotes.

## Résultats en championnat du monde de Formule 1
| Saison | Écurie                         | Moteur               | Pneumatiques | Pilotes         | Courses | Courses | Courses | Courses | Courses | Courses | Courses | Courses | Courses | Courses | Courses | Courses | Courses | Courses | Courses | Courses | Points inscrits | Classement |
| Saison | Écurie                         | Moteur               | Pneumatiques | Pilotes         | 1       | 2       | 3       | 4       | 5       | 6       | 7       | 8       | 9       | 10      | 11      | 12      | 13      | 14      | 15      | 16      | Points inscrits | Classement |
| ------ | ------------------------------ | -------------------- | ------------ | --------------- | ------- | ------- | ------- | ------- | ------- | ------- | ------- | ------- | ------- | ------- | ------- | ------- | ------- | ------- | ------- | ------- | --------------- | ---------- |
| 1992   | Central Park Venturi Larrousse | Lamborghini V12 3512 | Goodyear     |                 | AFS     | MEX     | BRÉ     | ESP     | SMR     | MON     | CAN     | FRA     | GBR     | ALL     | HON     | BEL     | ITA     | POR     | JAP     | AUS     | 1               | 13e        |
| 1992   | Central Park Venturi Larrousse | Lamborghini V12 3512 | Goodyear     | Bertrand Gachot | Abd     | 11e     | Abd     | Abd     | Abd     | 6e      | Dsq     | Abd     | Abd     | 14e     | Abd     | 18e     | Abd     | Abd     | Abd     | Abd     | 1               | 13e        |
| 1992   | Central Park Venturi Larrousse | Lamborghini V12 3512 | Goodyear     | Ukyo Katayama   | 12e     | 12e     | 9e      | Nq      | Abd     | Npq     | Abd     | Abd     | Abd     | Abd     | Abd     | 17e     | 9e      | Abd     | 11e     | Abd     | 1               | 13e        |

Légende : ici 